# Leodia sexiesperforata
Leodia sexiesperforata är en sjöborreart som först beskrevs av Nathanael Gottfried Leske 1778.  Leodia sexiesperforata ingår i släktet Leodia och familjen Mellitidae. Inga underarter finns listade i Catalogue of Life.